# Ronde van Californië 2012
De 7e editie van de Ronde van Californië, officieel de Amgen Tour of California, werd van 13 mei tot en met 20 mei 2012 verreden in de Amerikaanse staat Californië. De Ronde van Californië 2012 maakte deel uit van de UCI America Tour 2012. 
Peter Sagan grossierde in etappe-overwinningen, hij wist er uiteindelijk vijf op zijn naam te schrijven. Robert Gesink van de Rabobank wielerploeg gaf onder meer Amerikaanse favorieten zoals David Zabriskie, Chris Horner, Tejay van Garderen en viervoudig eindwinnaar Levi Leipheimer het nakijken in de koninginnenrit en schreef zowel deze rit als de ronde op zijn naam.

## Deelnemende ploegen
Er namen 16 teams nemen deel aan deze editie. Elk team startte met 8 renners, wat het totaal aantal deelnemers bij aanvang op 128 bracht.
| RadioShack-Nissan            | Team Garmin-Barracuda                   | Omega Pharma-Quickstep | BMC Racing Team     |
| Rabobank                     | Liquigas-Cannondale                     | Orica-GreenEdge        | AG2R-La Mondiale    |
| Unitedhealthcare Pro Cycling | Coldeportes-Colombia                    | Argos-Shimano          | Team SpiderTech-C10 |
| Bissell Pro Cycling          | Team Optum p/b Kelly Benefit Strategies | Bontrager-Livestrong   | Team Exergy         |

## Etappe-overzicht
| etappe | datum  | start         | finish        | afstand | type                | winnaar         | klassementsleider |
| ------ | ------ | ------------- | ------------- | ------- | ------------------- | --------------- | ----------------- |
| 1e     | 13 mei | Santa Rosa    | Santa Rosa    | 186 km  | Heuvelrit           | Peter Sagan     | Peter Sagan       |
| 2e     | 14 mei | San Francisco | Santa Cruz    | 188 km  | Heuvelrit           | Peter Sagan     | Peter Sagan       |
| 3e     | 15 mei | San Jose      | Livermore     | 185 km  | Heuvelrit           | Peter Sagan     | Peter Sagan       |
| 4e     | 16 mei | Sonora        | Clovis        | 209 km  | Bergrit             | Peter Sagan     | Peter Sagan       |
| 5e     | 17 mei | Bakersfield   | Bakersfield   | 29,7 km | Individuele tijdrit | David Zabriskie | David Zabriskie   |
| 6e     | 18 mei | Palmdale      | Big Bear Lake | 186 km  | Bergrit             | Sylvain Georges | David Zabriskie   |
| 7e     | 19 mei | Ontario       | Mount Baldy   | 126 km  | Bergrit             | Robert Gesink   | Robert Gesink     |
| 8e     | 20 mei | Los Angeles   | Los Angeles   | 72 km   | Vlakke rit          | Peter Sagan     | Robert Gesink     |

## Eindresultaten
| Plaats    | Naam               | Ploeg                   | Tijd      |
| --------- | ------------------ | ----------------------- | --------- |
| Gele trui | Robert Gesink      | Rabobank                | 30u42'32" |
| 2         | David Zabriskie    | Team Garmin-Barracuda   | +46"      |
| 3         | Tom Danielson      | Team Garmin-Barracuda   | +54"      |
| 4         | Tejay van Garderen | BMC Racing Team         | +1'17"    |
| 5         | Fabio Duarte       | Coldeportes-Colombia    | +1'36"    |
| 6         | Levi Leipheimer    | Omega Pharma-Quick Step | +2'13"    |
| 7         | Wilco Kelderman    | Rabobank                | +2'30"    |
| 8         | Christopher Horner | RadioShack-Nissan-Trek  | +2'49"    |
| 9         | Tiago Machado      | RadioShack-Nissan-Trek  | +2'54"    |
| 10        | Pieter Weening     | Orica-GreenEdge         | +3'05"    |
|           |                    |                         |           |
| 39        | Greg Van Avermaet  | BMC Racing Team         | +21'20"   |

| Plaats | Ploeg                  | Tijd      |
| ------ | ---------------------- | --------- |
|        | RadioShack-Nissan-Trek | 92u12'41" |
| 2      | Rabobank               | +3'05"    |
| 3      | Orica-GreenEdge        | +6'12"    |

| Plaats      | Naam              | Ploeg                   | Punten |
| ----------- | ----------------- | ----------------------- | ------ |
| Groene trui | Peter Sagan       | Liquigas-Cannondale     | 87     |
| 2           | Heinrich Haussler | Team Garmin-Barracuda   | 54     |
| 3           | Tom Boonen        | Omega Pharma-Quick Step | 29     |

| Plaats    | Naam            | Ploeg                | Punten |
| --------- | --------------- | -------------------- | ------ |
| Rode trui | Sébastian Salas | Team Optum           | 65     |
| 2         | David Boily     | Team SpiderTech-C10  | 48     |
| 3         | Darwin Atapuma  | Coldeportes-Colombia | 27     |

| Plaats     | Naam              | Ploeg                     | Tijd      |
| ---------- | ----------------- | ------------------------- | --------- |
| Witte trui | Wilco Kelderman   | Rabobank                  | 30u45'02" |
| 2          | Joseph Dombrowski | Bontrager Livestrong Team | +1'08"    |
| 3          | Luke Durbridge    | Orica-GreenEdge           | +2'33"    |

Mannen:
2006 · 
2007 · 
2008 · 
2009 · 
2010 · 
2011 · 
2012 · 
2013 · 
2014 ·
2015 ·
2016 ·
2017 ·
2018 ·
2019
Vrouwen:
2015 ·
2016 ·
2017 ·
2018 ·
2019